# Plataforma Crida

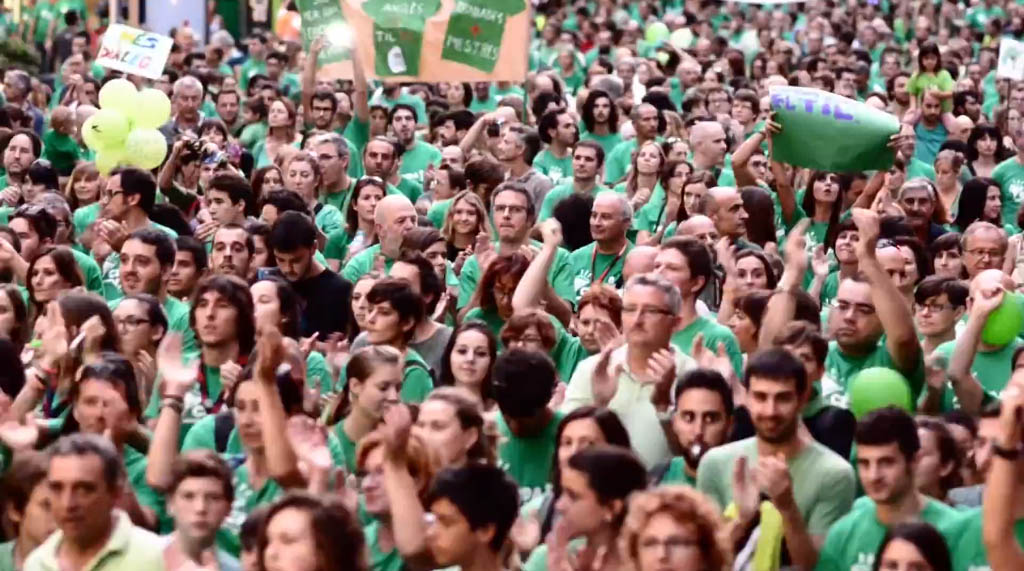
Manifestació contra el TIL

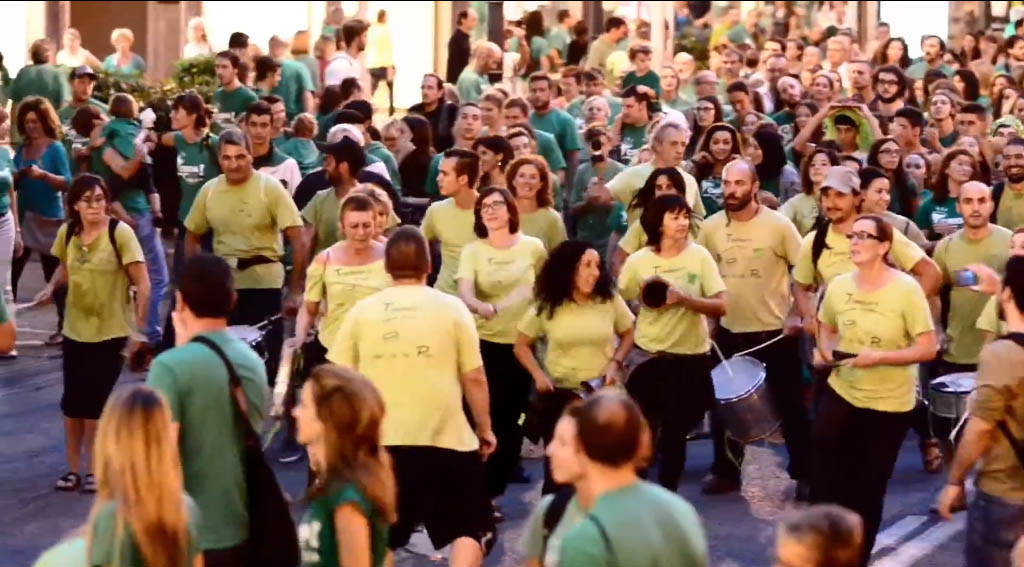
Batucada a la mateixa manifestació

La Plataforma Crida és una organització de les Balears i Pitiüses que defensa l'educació pública de qualitat, laica i en català. La formen pares, mares, docents, alumnat, entitats i ciutadania en general. El principis que defensa la Plataforma estan recollits al seu manifest. L'any 2012 va rebre el Premi Emili Darder dels Premis 31 de desembre. A part d'aquest, va rebre molts de premis més.
Va néixer per lluitar contra el deteriorament de l'educació pública després del començament de les retallades. L'organització sempre fou assembleària i horitzontal. La primera assemblea de l'Embut es va realitzar al CEIP Es Pont, una escola pública al barri de Son Gotleu de Palma. La seva principal eina de lluita fou molt visual, la camiseta verda amb un embut i les lletres: CRIDA per una educació pública de qualitat.
Des de la seva creació, el 16 de març 2012, ha estat una de les entitats amb més difusió en els mitjans de les illes, per la gran quantitat d'actes públics i reivindicacions que ha dut a terme d'una manera inclusiva i transversal.
El naixement de la Plataforma Crida fou un punt d'inflexió en la manera de fer activisme i reivindicar una educació pública de qualitat Mallorca i a tot el territori balear. Una activitat destacable que la va donar a conèixer en els seus inicis fou el flash mob Embut davant el Consolat de Mar
Va lluitar de valent contra la LOMCE, va crear el front comú contra aquesta llei educativa.  Va lluitar contra el govern de Bauzá i contra el pacte de progrés que el seguí, ja que sempre es mantingué fidel als seus principis.
L'entitat va ser una de les organitzadores de la gran manifestació a Palma de dia 29 de setembre del 2013. Amb una camiseta verda, més de 100.000 persones varen sortir als carrers de Palma reclamant una educació pública de qualitat. Hi va haver marxes de la mateixa magnitud proporcionalment a Menorca, Eivissa i Formentera.
El març del 2015, juntament a l'Assemblea de Docents de les Illes Balears, la Plataforma Crida va donar suport amb el lema Jo també hi hauria entrat  a les Encausades de la Conselleria.
Ja en el final del seu recorregut la Plataforma fou l'única entitat que va rebutjar Illes per un Pacte Educatiu i es va negar a donar suport al que posteriorment fou la Llei d'Educació de les Illes Balears. No es va quedar de mans plegades, va impulsar el Llibre Verd de l'Educacióamb l'objectiu d'assentar les bases de les polítiques educatives a les Illes Balears, ho va fer de manera participada i va marcar un precedent de procés participatiu per canviar el model  imperant, malauradament no ho va aconseguir.
Es va reactivar per criticar les polítiques educatives del pacte de progrés
10 anys després de la gran marxa, la premsa es va fer ressò del que va suposar Crida en la lluita per l'educació pública.
Una activista de Crida va escriure aquest article amb una mirada cap al passat i posant en valor el que va suposar la plataforma.